# Neuroleon nemausiensis
Neuroleon nemausiensis — вид сетчатокрылых насекомых из семейства муравьиных львов (Myrmeleontidae).

## Описание
Длина переднего крыла самцов 18—25 мм, самок — 19—28 мм. Длина заднего крыла самцов 17—23 мм, самок — 18—27 мм. Тело стройное, небольшое, тёмно-бурого цвета. Длина брюшка самцов — 18—26 мм, у самки — 14—19 мм, не выступает из-под сложенных крыльев. Голова светло-бурого цвета, с двумя пятнами и поперечной полоской. Усики равны длине груди, бурого цвета, с тёмно-бурыми кольцами. Щупики светло-бурого цвета. Грудь тёмно-бурая, со светлым рисунком. Среднегрудь и заднегрудь бурого цвета, с размытыми пятнами. Ноги светло-бурого цвета, с тёмным рисунком из полуколец. Голени покрыты чёрными волосками и щетинками. Крылья ланцетовидные и узкие, с дымчатыми пятнами на переднем крыле. Линии Бэнкса слабо выражены на передних крыльях. Брюшко самцов длинное, выступает из-под сложенных крыльев. Тергиты тёмно-бурого цвета, на каждом с жёлтыми полосами или овальными светлыми пятнами. Брюшко у самок короче крыльев. Окраска груди может быть с развитым, либо наоборот полностью размытым рисунком. На передних крыльев кроме типичного рисунка могут быть пятна вокруг некоторых поперечных жилок.

## Ареал и местообитание
Северная Африка (Алжир и Марокко), Испания, Франция, Италия, Венгрия, Румыния, Албания, Болгария, Украина, Россия, Армения, Грузия, Азербайджан, Казахстан, Туркменистан, Узбекистан, Кыргызстан, Казахстан, Таджикистан, Китай, Монголия.

## Биология
Вид обитает на песчаных массивах степной и пустынной зон. Взрослые насекомые (имаго) активны в дневное и сумеречное время.